# Windows Me
Windows Millennium Edition sau Windows Me este un sistem de operare hibrid 16-bit/32-bit cu interfață grafică lansat de Microsoft pe 14 septembrie 2000. El a fost inițial cunoscut sub numele de cod Millennium. În data de 11 iulie 2006 Microsoft a retras sprijinul public și tehnic, inclusiv actualizările de securitate.
Windows Me s-a adresat în mod special utilizatorilor de PC-uri de acasă și a inclus Internet Explorer 5.5 (mai târziu implicit a fost Internet Explorer 6), Windows Media Player 7 (mai târziu implicit a fost Windows Media Player Seria 9) și noul software Windows Movie Maker, care a furnizat editare video de bază și a fost proiectat pentru a fi ușor de utilizat pentru consumatori.  Microsoft a încorporat, de asemenea, caracteristici introduse pentru prima dată în Windows 2000, care a fost lansat ca un sistem de operare orientat spre afaceri cu șapte luni mai devreme, în interfața grafică cu utilizatorul, shell și Windows Explorer. Deși Windows Me a fost încă în cele din urmă bazat în jurul MS-DOS ca predecesorii săi, accesul la DOS în modul real a fost restricționat pentru a reduce timpul de pornire a sistemului. 
Windows Me a fost primit inițial pozitiv atunci când a fost lansat, dar în curând a obținut o recepție negativă de la mulți utilizatori din cauza problemelor de stabilitate. Windows Me este acum infam cunoscut de mulți ca fiind unul dintre cele mai proaste sisteme de operare pe care Microsoft le-a produs vreodată, fiind nefavorabil în comparație cu predecesorul său imediat, Windows 98, cu câțiva ani înainte. În octombrie 2001, Windows XP a fost lansat publicului, fiind deja în curs de dezvoltare la momentul lansării Windows Me, și a popularizat majoritatea caracteristicilor Windows Me, fiind în același timp mult mai stabil din cauza faptului că se bazează pe Windows NT. După lansarea Windows XP în 2001, suportul pentru Windows Me s-a încheiat pe 31 decembrie 2003, urmat de suportul extins pe 11 iulie 2006. 

## Caracteristici noi și actualizate

### Digital media
- Windows Movie Maker: Acestă utilită se bazează pe tehnologiile DirectShow și Windows Media pentru a oferi sistemelor de computere Microsoft Windows capacități de captare și editare video de bază. Acesta oferă utilizatorilor posibilitatea de a captura, edita și re-codifica conținut media în formatul Windows Media, un format bine comprimat care necesită o cantitate minimă de spațiu de stocare pe hard disk-ul computerului în comparație cu multe alte formate media.
- Windows Media Player 7: Noua versiune a software-ului Windows multimedia player introduce funcționalitatea tonomatului cu Biblioteca Media, suport pentru inscripționarea CD-urilor, un codificator media integrat și capacitatea de a transfera muzică direct pe dispozitive portabile. O altă caracteristică nouă este tunerul său radio care poate fi folosit pentru a căuta și conecta la posturile de radio pe internet. Utilizatorii pot personaliza, de asemenea, aspectul interfeței cu utilizatorul prin piei interactive.  Windows Me poate fi actualizat la Windows Media Player seria 9, care a fost ulterior inclus în Windows XP SP2.
- Windows DVD Player: DVD player-ul software-ul în Windows Me este o versiune reproiectată a celui prezentat în Windows 98, care, spre deosebire de predecesorul său, nu are nevoie de un card dedicat decodor pentru redarea DVD-urilor. În schimb, acceptă decodarea software-ului printr-un decodor terț.

### Utilități de sistem
- Restaurare sistem: Windows Me a introdus sistemul de înregistrare în jurnal și de reversie "Restaurare sistem", care a fost menit să simplifice depanarea și să rezolve problemele. Acesta a fost destinat să funcționeze ca o caracteristică de revenire și recuperare, astfel încât, dacă instalarea unei aplicații sau a unui driver a afectat negativ sistemul, utilizatorul ar putea anula instalarea și readuce sistemul la o stare de lucru anterioară. Face acest lucru prin monitorizarea modificărilor la fișierele de sistem Windows și la registru. Restaurare sistem protejează numai fișierele sistemului de operare, nu documente, și, prin urmare, nu este un substitut pentru un program de rezervă.
- Protecția fișierelor de sistem: Introdusă pentru prima dată cu Windows 2000 (ca Protecție a fișierelor Windows) și extinderea capacităților introduse cu System File Checker în Windows 98, Protecția fișierelor de sistem a avut ca scop protejarea fișierelor de sistem împotriva modificării și corupției în mod silențios și automat. Când protecția fișierelor este în vigoare, înlocuirea sau ștergerea unui fișier de sistem face ca Windows Me să restaureze în tăcere copia originală. Originalul este preluat dintr-un folder de backup al hard disk-ului () sau de pe CD-ul de instalare Windows Me, dacă copia memorată în cache a fișierelor de pe hard disk a fost ștearsă. Dacă niciun CD de instalare nu se află în unitate, o casetă de dialog avertizează utilizatorul despre problemă și solicită inserarea CD-ului. Protecția fișierelor de sistem este o tehnologie diferită de Restaurare sistem și nu trebuie confundată cu aceasta din urmă. Restaurare sistem menține un set larg de fișiere modificate, inclusiv aplicații adăugate și date de configurare a utilizatorului stocate în mod repetat în anumite momente în timp restaurate de utilizator, în timp ce Protecția fișierelor de sistem de sistem de sistem protejează fișierele sistemului de operare fără intrare de utilizator.%WinDir%\Options\Install
- Utilitarul de configurare a sistemului permite utilizatorilor să extragă și să restaureze manual fișierele de sistem individuale din fișierele de instalare Windows Me. De asemenea, a fost actualizat cu trei file noi numite "VxD-uri statice", "Mediu" și "Internațional". Fila VxD-uri statice permite utilizatorilor să activeze sau să dezactiveze driverele statice de dispozitiv virtual pentru a fi încărcate la pornire, fila Mediu permite utilizatorilor să activeze sau să dezactiveze variabilele de mediu, iar fila Internațional permite utilizatorilor să seteze setările de structură de tastatură în limba internațională care au fost setate anterior prin intermediul fișierelor de configurare MS-DOS în modul real. Un buton Curățare din fila Pornire permite curățarea intrărilor de pornire nevalide sau șterse.
- System Monitor a fost actualizat cu o secțiune adaptor dial-up. Utilizatorii pot monitoriza acum elemente, cum ar fi vitezele de conectare, octeții primiți sau transmiși / în al doilea rând.
- SCANDISK rulează din windows la o închidere necorespunzătoare înainte de windows shell se încarcă.
- Actualizări automate: Utilitarul actualizări automate descarcă și instalează automat actualizări critice de pe site-ul Web Windows Update cu puțină interacțiune cu utilizatorul. Este configurat să verifice Windows Update o dată la fiecare 24 de ore în mod implicit. Utilizatorii pot alege să descarce actualizarea dorită, deși actualizările de înaltă prioritate trebuie descărcate și instalate.
- Foldere comprimate: Windows Me include suport nativ pentru fișierele ZIP prin extensia Explorer "Foldere comprimate". Această extensie a fost introdusă inițial în colecția Plus! 98 pentru Windows 98, dar este inclusă în sistemul de operare de bază din Windows Me.
- De asemenea, a fost adăugat un nou program de ajutor și asistență, înlocuind documentația bazată pe ajutor HTML în Windows 2000 și Windows 98. Centrul de ajutor și asistență este în întregime bazat pe HTML și profită de o tehnologie numită Support Automation Framework (SAF), care poate afișa informații de asistență de pe internet, permite colectarea de date pentru depanare prin WMI și scriptare și pentru ca terții să se conecteze la Ajutor și asistență Windows.  Mai multe alte instrumente de asistență, de asemenea, livrate cu Windows Me.
- Windows Me include, de asemenea, Internet Explorer 5.5, care acceptă o nouă caracteristică de previzualizare înaintea imprimării. De asemenea, livrate cu serviciul MSN Messenger.

### Caracteristici de accesibilitate
- Tastatură vizuală: Introdusă inițial cu Windows 2000, tastatura vizuală face posibilă introducerea caracterelor utilizând mouse-ul în loc de tastatură.
- Panoul de control al mouse-ului încorporează caracteristici IntelliPoint, și anume ClickLock (selectând sau glisând fără a ține apăsat continuu butonul mouse-ului), ascunzând indicatorul în timp ce tastați și afișându-l apăsând Ctrl.
- Cursorul poate fi setat la o lățime mai groasă.
- Suport crescut de accesibilitate activă în utilitare, cum ar fi Calculator și lupă.

## Caracteristici eliminate

### Mod real DOS
Windows Me restricționat suport pentru modul real MS-DOS. Ca urmare, în Windows Me nu ia în considerare, și execută direct.

### Alte componente
Spre deosebire de versiunile anterioare de Windows 9x, Windows Me a fost în întregime destinat utilizatorilor de acasă și, prin urmare, a avut anumite caracteristici orientate spre întreprindere eliminate. Mai multe caracteristici ale predecesorilor săi nu au funcționat sau au fost oficial neacceptate de Microsoft pe Windows Me, inclusiv instalare automată, Active Directory client services, System Policy Editor, Personal Web Server și ASP. Aceste caracteristici au fost acceptate pe predecesorii săi, Windows 98 și Windows 95.  O publicație Resource Kit, destinată administratorilor de sistem, nu a fost niciodată publicată pentru Windows Me.
Alte caracteristici care au fost eliminate sau nu au fost niciodată actualizate pentru a funcționa cu Windows Me au inclus Microsoft Fax, QuickView și DriveSpace, precum și instrumentul de conversie GUI FAT32.  Mai multe comenzi Windows Explorer au fost, de asemenea, modificate în Windows Me, care se potrivesc cu structura meniului în Windows 2000. În timp ce unele au fost pur și simplu mutate într-o locație diferită, anumite funcționalități ale meniului Go, precum și comanda Găsire din meniul Instrumente, nu mai sunt disponibile.

## Cerințe de sistem
|                          | Minim                                            | Recomandat                                                        |
| ------------------------ | ------------------------------------------------ | ----------------------------------------------------------------- |
| CPU                      | Procesor Pentium de 150 MHz                      |                                                                   |
| RAM                      | 32 MB                                            | 64 MB                                                             |
| Spațiu liber             | 320 MB                                           | 2 GB                                                              |
| Unitate                  |                                                  |                                                                   |
| Display                  | VGA                                              | SVGA                                                              |
| Placă de sunet           | Placă de sunet Difuzoare sau căști               | Microfon pentru Windows Movie Maker                               |
| Rețea                    | Niciunul                                         | Modem de 56,6 Kbps sau mai rapid cu conexiune curentă la Internet |
| Dispozitiv(e) de intrare | Mouse-ul sau dispozitivul de indicare compatibil | Mouse-ul sau dispozitivul de indicare compatibil                  |